# Johann Wohl
Johann Wohl (* 25. Juni 1920 in Mühlbach am Hochkönig; † 24. Dezember 2011) war ein österreichischer Politiker (SPÖ) und Geschäftsführer. Er war von 1954 bis 1967 Abgeordneter zum Salzburger Landtag. 

## Ausbildung und Beruf
Wohl wurde in Mühlbach am Hochkönig geboren im Pongau geboren, verbrachte seine Kindheit und Jugend in Oberösterreich. Er besuchte von 1926 bis 1931 die Volksschule in Thomasroith und absolvierte danach von 1931 bis 1936 die Hauptschule in Attnang-Puchheim. Er wechselte 1937 an die Bundeshandelsakademie in Linz und legte dort 1941 die Matura ab. Danach leistete er zwischen 1941 und 1945 Militärdienst im Zweiten Weltkrieg. 
Nach seiner Rückkehr aus dem Krieg kehrte Wohl 1945 nach Mühlbach am Hochkönig zurück und arbeitete ab diesem Jahr für die Mitterberger Kupferbergbau GesmbH in Mühlbach. Er wurde 1949 zum kaufmännischen Leiter bestellt und fungierte zwischen 1954 und 1957 als öffentlicher Verwalter. Danach war er von 1957 bis 1977 Geschäftsführer der Mitterberger Kupferbergbau Gesmbh. Nach seiner Zeit als Geschäftsführer bei der Mitterberger Kupferbergbau Gesmbh arbeitete Wohl von 1977 bis 1988 als Geschäftsführer der Mühlbacher Fremdenverkehrsgesellschaft.

## Politik und Funktionen
Wohl trat 1945 der SPÖ vor und fungierte von 1945 bis 1955 als SPÖ-Ortsparteivorsitzender von Mühlbach am Hochkönig. Er war innerparteilich zudem von 1968 bis 1988 als Mitglied des Landesparteivorstandes und Landesparteikassier engagiert und gehörte zwischen 1970 und 1988 als Mitglied dem Landesparteipräsidiums der SPÖ Salzburg an. Des Weiteren wirkte er als Landesvorstandsmitglied der „Arbeitsgemeinschaft sozialistischer Gemeindevertreter“. Sein erstes politisches Mandat hatte er von 19489 bis 1962 als Vizebürgermeister und Finanzreferent von Mühlbach am Hochköniginne, des Weiteren war er vom 11. Dezember 1954 bis zum 10. Oktober 1967 Abgeordneter zum Salzburger Landtag, wobei er zwischen 1966 und 1967 die Funktion des stellvertretenden Klubvorsitzenden der SPÖ-Landtagsfraktion ausübte. Von 1972 bis 1989 war er Mitglied des Beirates für die Statistik des Außenhandels.

## Auszeichnungen
- Goldenes Ehrenzeichen für Verdienste um die Republik Österreich (1965)
- Goldenes Ehrenzeichen des Landes Salzburg (1986)